# Телеграма Ціммермана
«Телегра́ма Ціммерма́на» (або Нота Ціммермана; нім. Zimmermann-Depesche; ісп. Telegrama Zimmermann) — таємна телеграма міністра іноземних справ Німецької імперії Артура Ціммермана до посланника Німеччини у Мексиці Генріха фон Екардта від 17 січня 1917 року з пропозицією утворити військовий союз з Мексикою проти Сполучених Штатів Америки. В обмін на допомогу Мексиці обіцялись її втрачені території на півдні США. Британська розвідка 2 квітня 1917 року перехопила і доправила її до сенату США. Публікація цієї депеші у пресі викликала загальне обурення населення країни і стала однією з причин вступу США у Першу Світову війну.

## Зміст телеграми
| « Берлін, 19 січня 1917 р. Першого лютого ми маємо намір розпочати необмежену війну підводних човнів. Попри це, ми намагатимемося утримувати Сполучені Штати Америки у стані нейтралітету. У разі, якщо це намагання не буде успішним, ми пропонуємо укласти союзницьку угоду з Мексикою на наступній основі: ми вестимо військові дії разом, і заключатимемо мир разом. Ми надамо Мексиці щедру фінансову підтримку і підійдемо з розумінням до того, що Мексика має повернути втрачені території в Нью-Мексико, Техасі і Аризоні. Деталі угоди залишаються на ваш розсуд. Вам доручено поінформувати в умовах абсолютної секретності президента [Мексики] щодо зазначених вище пропозицій, як тільки стане очевидно, що буде проголошена війна із Сполученими Штатами і запропонувати президентові, щоб він за його власної ініціативи запросив Японію залучитися до цього плану; і в той самий час запропонував посередництво між Японією і нами. Прошу звернути увагу президента на те, що жорстке використання наших підводних човнів у військових діях зараз відкриває перспективи примусити Англію укласти мир протягом найближчих декількох місяців. Підпис: Ціммерман » |

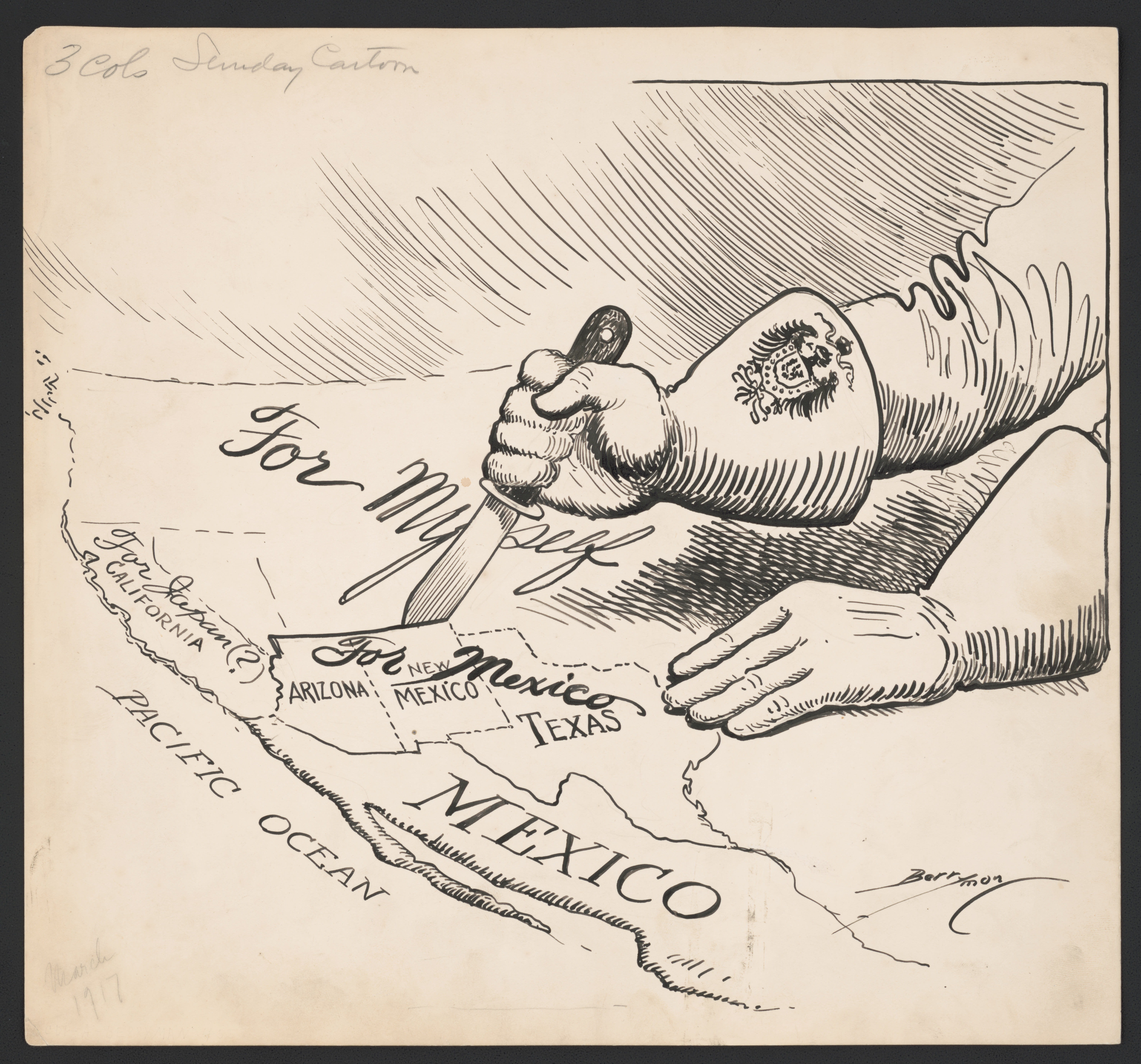
Політична карикатура присвячена телеграмі Ціммерма́на, 1917 рік.

| Wir beabsichtigen, am ersten Februar uneingeschränkten U-Boot-Krieg zu beginnen. Es wird versucht werden, Amerika trotzdem neutral zu halten. Für den Fall, dass dies nicht gelingen sollte, schlagen wir Mexiko auf folgender Grundlage Bündnis vor. Gemeinsame Kriegführung. Gemeinsamer Friedensschluss. Reichlich finanzielle Unterstützung und Einverständnis unsererseits, dass Mexiko in Texas, Neu Mexico, Arizona früher verlorenes Gebiet zurückerobert. Regelung im einzelnen Euer Hochwohlgeborenen überlassen. Euer Hochwohlgeborenen wollen Vorstehendes Präsidenten streng geheim eröffnen, sobald Kriegsausbruch mit Vereinigten Staaten feststeht, und Anregung hinzufügen, Japan von sich aus zu sofortigem Beitritt einzuladen und gleichzeitig zwischen uns und Japan zu vermitteln. Bitte Präsidenten darauf hinweisen, dass rücksichtslose Anwendung unserer U-Boote jetzt Aussicht bietet, England in wenigen Monaten zum Frieden zu zwingen. Empfang bestätigen. Zimmermann |

## Реакція Мексики

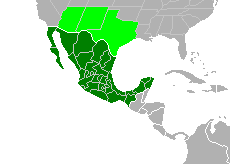
Пропоновані Німецькою імперією території у обмін на союзницьку угоду між ними та Мексикою. Темно-зелений колір — територія Мексики; світло-зелений колір — пропоновані території окупації.

Президент Мексики Венустіано Карранса доручив військовим оцінити можливості країни повернути свої колишні території. Загальний висновок військових вказував на неможливість і навіть небажаність такого кроку з таких причин:
- Спроба повернути свої колишні території означала б неминучу війну зі Сполученими Штатами Америки.
- Незалежно від того, якою «щедрою» не була б «фінансова підтримка» Німецької імперії, вона не мала б відчутного впливу. Мексика не змогла б використовувати ці кошти на придбання зброї, боєприпасів або іншого військового обладнання, оскільки Сполучені Штати були єдиним значним виробником зброї на американському континенті. Оскільки Королівський військово-морський флот Великої Британії контролював морські шляхи у Атлантичному океані, то Німеччина не змогла б поставляти значну кількість зброї.
- Навіть якщо б Мексика змогла повернути втрачені території із застосуванням військової сили, вона б зіткнулася із великими труднощами щодо контролю або умиротворення значної кількості англомовного населення цих територій.

14 квітня 1917 року президент Карранса офіційно відхилив пропозицію Ціммерманна, однак на той час США вже оголосили війну Німецькій імперії.

## Реакція США
Німецькі дипломати намагалися передати цю телеграму по радіо і через кабельну мережу між США і Європою. Оскільки німецький кабельний зв'язок із США з початком військових дій був пошкоджений Великою Британією, використовувалася кабельна мережа інших країн, зокрема Швеції і Сполучених штатів. Телеграма передавалася через кабелі, які контролювалися Великою Британією і ця депеша була перехоплена та розшифрована британською розвідкою. Якраз так сталося, що німці використовували для змісту телеграми код, який британська розвідка вже розшифрувала. Таким чином, текст телеграми був знову зашифрований новим кодом, який уже мали американці і через посольство в Мексиці передали США без згадки про перехоплення телеграми Великою Британією. Зі свого боку американські дипломати у Лондоні були проінформовані про зміст телеграми.
У США телеграма була сприйнята спочатку з недовірою, як підробка британської розвідки, однак з поширенням інформації про зміст телеграми 3 березня 1917 року посол Ціммерман сам визнав, що депеша була справжньою. Обурення американської громадськості, наступна війна підводних човнів і особливо потоплення «Лузітанії» стали основними причинами вступу США у війну. 2 квітня 1917 року президент Вудро Вільсон звернувся до Конгресу з пропозицією проголосити війну, а вже 6 квітня 1917 року США були у стані війни з Німецькою імперією.